# فقر دم دوناث لاندشتاينر انحلالي
فقر دم دوناث لاندشتاينر الانحلالي ينتج عن استجابة انحلالية محرضة بالغلوبيولين المناعي البردي (الغلوبيولين المناعي ج) داخل الأوعية ما يؤدي إلى فقر الدم، أي أمراض فقر الدم الانحلالية للمناعة الذاتية المرتبطة بالأضداد الباردة.
لدى معظم المرضى الذين يعانون من فقر دم دوناث لاندشتاينر الانحلالي، يستهدف الجسم المضاد بشكل انتقائي مولد الضد آي أو مولد الضد بّي على سطح خلايا الدم الحمراء، على التوالي. تبين أن معظم الحالات سببها الغلوبيولين المناعي ج متعدد النسيلة. مع ذلك، وُصفت حالات من المرض محرضة بالغلوبيولين المناعي م في الماضي. مثلًا، أشارت دراسة حالة إلى أن فقر الدم الانحلالي بالمناعة الذاتية مع غلوبيولين دوناث لاندشتاينر المناعي ج، ويُشار إليه باسم الجسم المضاد (دي-إل)، يسبب بيلة دوناث لاندشتاينر هيموغلوبينية بردية. الفرق الأكثر وضوحًا بين فقر دم دوناث لاندشتاينر الانحلالي وداء الراصات الباردة هو العامل المسبب. بالنسبة لداء الراصات الباردة، غالبًا ما يكون العامل المسبب هو الغلوبيولينات المناعية م البردية.
في عام 1865، أصبح معروفًا بشكل منطقي أن التعرض للبرد قد يؤدي إلى بيلة هيموغلوبينية. بعد عقود من الأبحاث المستمرة، تمت دراسة وتطوير أساليب تحديد مسببات هذا المرض وتشخيصه.
أدى اكتشاف الجسم المضاد دي-إل إلى تمييز فقر دم دوناث لاندشتاينر الانحلالي عن بيلات الهيموغلوبين الأخرى التي يكون شيء آخر غير هذا الجسم المضاد مسؤولًا عنها. اعتبارًا من عام 2019، تبين أن وجود الجسم المضاد دوناث لاندشتاينر هو واسم مؤكد لفقر دم دوناث لاندشتاينر الانحلالي.

## العلامات والأعراض
بشكل شبيه إلى حد ما بداء الراصات الباردة، تتميز علامات وأعراض فقر دم دوناث لاندشتاينر الانحلالي ببداية مفاجئة لبيلة هيموغلوبينية بعد التعرض للبرد.
تشبه العلامات والأعراض الدقيقة لفقر دم دوناث لاندشتاينر الانحلالي أعراض فقر الدم:
- ضيق النفس
- خفقان
- إعياء
- شحوب

أعراض شبيهة بانحلال الدم:
- يرقان
- بول داكن
- ألم

تشمل العلامات والأعراض التي تشير إلى حالة طوارئ طبية وأن مرضى فقر دم دوناث لاندشتاينر الانحلالي يحتاجون إلى دخول المستشفى:
- فقر دم سريع الترقي
- فقر دم متفاقم
- فقر دم شديد
- ضائقة تنفسية
- صدمة دورانية
- قصور كلوي
- عدوى شديدة
- حالة المريض غير مستقرة وتوجد حاجة إلى مراقبة عن كثب.

## السبب
قد يكون فقر دم دوناث لاندشتاينر الانحلالي إما أوليًا أو ثانويًا. يعتبر معظم المرضى الذين يعانون من أعراض مفاجئة مصابين بالنمط الأولي. نادرًا ما يُحدد العامل الرئيسي المسبب.
يرتبط فقر دم دوناث لاندشتاينر الانحلالي الحاد بالالتهابات الفيروسية مثل:
- الفيروسات الغدانية
- الزهري الخلقي
- فيروس كوكساكي إيه9
- الفيروس المضخم للخلايا
- فيروس إبشتاين-بار
- فيروس الإنفلونزا أ
- الحصبة
- النكاف
- الفيروسات الصغيرة
- فيروس جدري الماء النطاقي

من مسببات الأمراض البكتيرية المرتبطة بفقر دم دوناث لاندشتاينر الانحلالي الحاد: 
- المفطورة الرئوية
- المستدمية النزلية
- الكلبسيلة الرئوية
- الإشريكية القولونية

بالإضافة إلى الأسباب الشائعة المذكورة أعلاه، قد تنشأ أسباب ورمية. في حالات نادرة، أُعزيت حالات فقر دم دوناث لاندشتاينر الانحلالي إلى اللمفوما اللاهودجكينية وسرطانة الخلايا الشوفانية.

## التدبير
يجب تنبيه المصابين بفقر دم دوناث لاندشتاينر الانحلالي من التعرض للطقس البارد، خاصةً إذا كانت البيئة شديدة البرودة. يجب أيضًا إعلام المرضى بخطر حدوث انحلال الدم المرتبط بالتمارين الشاقة.
عمومًا، يحتاج المرضى الذين يعانون من فقر دم دوناث لاندشتاينر الانحلالي والذين يعانون من فقر الدم شديد وغير مستقر وذوي الاضطرابات في الوظيفة الكلوية إلى عناية طبية وعلاج لهذا المرض.
إذا كان المصاب بفقر دم دوناث لاندشتاينر الانحلالي في حالة طبية طارئة، يجب على مقدمي الرعاية الصحية بما في ذلك أخصائي أمراض الدم اتخاذ إجراءات لمنع إصابة المريض بفقر الدم الشديد و/أو الفشل الكلوي الحاد. في أثناء ذلك، يجب مراقبة وظائف الكلى والهيموغلوبين عن كثب حتى تصبح طبيعية ومستقرة.